# Gilberto Fortunato
Gilberto Fortunato (* 11. Juli 1987 in Florianópolis), mit vollständigen Namen Gilberto Valdensio Fortunato, ist ein brasilianischer Fußballspieler.

## Karriere
Gilberto Fortunato erlernte das Fußballspielen in der Jugendmannschaft des Guarani de Palhoça im brasilianischen Palhoça. Hier stand er bis Ende 2011 unter Vertrag. Am 1. Januar 2012 wechselte er nach Birigui zum Bandeirante EC. Seinen ersten Auslandsvertrag unterschrieb er am 1. Januar 2013 beim vietnamesischen Verein Hải Phòng FC. Der Verein aus Hải Phòng spielte in der höchsten Liga des Landes, der V.League 1. Für Hải Phòng absolvierte er 21 Erstligaspiele. Im Januar 2014 ging er nach Europa. Das erste Halbjahr spielte er für den albanischen Verein KF Tirana. Tirana spielte in der ersten Liga, der Kategoria Superiore. Das zweite Halbjahr stand er beim Ligakonkurrenten KS Flamurtari Vlora in Vlora unter Vertrag. 2015 ging er wieder nach Asien. Hier unterschrieb er einen Vertrag beim südkoreanischen Gwangju FC. Mit dem Fußballfranchise aus Gwangju spielte er sechsmal in der ersten Liga. Mitte August 2015 kehrte zu seinem ehemaligen Verein KF Tirana zurück. Hier spielte er bis Ende des Jahres. Der PTT Rayong FC aus Thailand verpflichtete ihn im Januar 2016. Mit dem Verein aus Rayong spielte er in der zweiten thailändischen Liga. Nach vier Zweitligaspielen ging er im Oktober 2016 wieder nach Europa. Hier schloss er sich für den Rest des Jahres im Kosovo dem KF Drita aus Gjilan an. 2017 zog es ihn nach Malaysia, wo er für den PKNP FC und FELDA United spielte. Mit FELDA wurde er am Ende der Saison malaysischer Meister. Nach der Meisterschaft verließ er Malaysia. Am 14. Januar 2019 nahm ihn der bolivianische Verein Sport Boys Warnes aus Warnes unter Vertrag. Im Juli 2016 ging er wieder zu seinem ehemaligen Verein KF Drita. Vom 1. Januar 2020 bis zum 8. März 2021 pausierte er. Am 9. März 2021 unterschrieb er in Malaysia einen Vertrag beim Erstligisten Hougang United.

## Erfolge
FELDA United
- Malaysia Premier League: 2018